# بيهك
بيهك (بالإنكليزية Phek), هي منطقة تقع في ولاية ناجالاند في الهند. يقدر عدد سكانها بحوالي 148.246, ومساحتها 2026 كيلومتر مربع.